# Partido Nacionalsocialista de Agricultores y Obreros de Suecia
El Partido Nacional Socialista de Agricultores y Obreros de Suecia (en sami septentrional: Svenska Nationalsocialistiska Bonde-och Arbetarpartiet) fue la primera organización nacionalsocialista en Suecia.

## Fundación
En 1923, Sigurd y Gunnar conocieron a Adolf Hitler y Erich Ludendorff.
La organización fue fundada por Birger Furugård y sus dos hermanos Sigurd y Gunnar, en una reunión en Älvdalen un año después, el 12 de agosto de 1924, como la Liga Nacional Socialista de Libertad de Suecia (en sami septentrional: Svenska Nationalsocialistiska Frihetsförbundet). El grupo comenzó la publicación Nationalsocialisten, con Sigurd como editor.
La organización cambió su nombre a su nombre final al año siguiente. El partido permaneció en gran parte confinado a Värmland. La publicación de Nationalsocialisten se suspendió. 
En 1930, el partido se fusionó con el Partido Popular Fascista de Suecia de Sven Olov Lindholm, y formó el Partido Nacional Socialista Sueco (SNSP).